# Rami Rabia
Rami Rabia (arabisch رامي ربيعة, DMG Rāmī Rabīʿa; * 20. Mai 1993 in Kairo) ist ein ägyptischer Fußballspieler, der als Innenverteidiger für den ägyptischen Premier-League-Club Al Ahly und die ägyptische Fußballnationalmannschaft spielt.

## Karriere

### Verein
Er begann seine Karriere bei Al Ahly und gab 2010 im Alter von siebzehn Jahren sein Debüt für die Profimannschaft. Er galt als eine der besten Talente im ägyptischen Fußball und erregte die Aufmerksamkeit mehrerer Vereine. Deshalb wechselte er 2014 für 750.000 Euro zu Sporting CP. Nach einer Saison kehrte er jedoch für dieselben Summe zu Al Ahly zurück, wo er auch direkt wieder einen Stammplatz sicher hatte und mehrmals mit seinem Team ägyptischer Meister wurde.

### Nationalmannschaft
Rabia hat die ägyptische U20-Nationalmannschaft vertreten und die Mannschaft zum Sieg im U-20-Afrika-Cup 2013 geführt. Er gab sein Debüt für die A-Nationalmannschaft im Dezember 2012 während eines Freundschaftsspiels gegen Katar.

## Erfolge
Al Ahly SC
- Ägyptischer Meister (7): 2010/11, 2013/14, 2015/16, 2016/17, 2017/18, 2018/19, 2019/20
- Ägyptischer Pokalsieger (2): 2016/17, 2019/20
- Ägyptischer Superpokalsieger (3): 2012, 2015, 2018
- CAF-Champions-League-Sieger (4): 2012, 2013, 2019/20, 2022/23
- CAF-Confederation-Cup-Sieger: 2014
- CAF-Super-Cup-Sieger (3): 2013, 2014, 2021

Ägyptische Fußballnationalmannschaft (U-20-Männer)
- U20-Afrika-Cup-Sieger: 2013